# Prievaly
Prievaly es un municipio del distrito de Senica en la región de Trnava, Eslovaquia, con una población estimada a final del año 2024 de 941 habitantes.
Se encuentra ubicado al norte de la región, en los pequeños Cárpatos y cerca del río Váh (cuenca hidrográfica del Danubio) y de la frontera con la República Checa.

## Demografía
| Año        | 1994 | 2004    | 2014    | 2024    |
| ---------- | ---- | ------- | ------- | ------- |
| Población  | 927  | 906     | 996     | 941     |
| Diferencia |      | −2,26 % | +9,93 % | −5,52 % |

| Año        | 2023 | 2024    |
| ---------- | ---- | ------- |
| Población  | 933  | 941     |
| Diferencia |      | +0,85 % |